# دان سميث (لاعب كرة قدم بريطاني)
دان سميث (بالإنجليزية: Dan Smith)‏ (5 أكتوبر 1989 في المملكة المتحدة - ) هو لاعب كرة قدم بريطاني في مركز الهجوم. لعب مع إيستبورن بوروه ونادي بليموث أرجايل ونادي باث سيتي وTruro City F.C. ‏ ونادي موركامب ونادي ويموث.

## وصلات خارجية
- دان سميث على موقع قاعدة بيانات كرة القدم.إي يو (الإنجليزية)
- دان سميث على موقع Soccerbase.com (لاعب) (الإنجليزية)
- دان سميث على موقع Soccerway.com (الإنجليزية)